# Улитка южная
Улитка южная (лат. Helix albescens) — наземный брюхоногий моллюск семейства хелицид. Встречается в Юго-Восточной Европе и прилегающих районах.

## Внешний вид и строение
Раковина H. albescens относительно небольшая, обычно ее диаметр составляет 18-23 мм. У неё плоский шпиль и относительно широкий пупок. Раковины обычно бледные или красновато-коричневые, с характерной белой кромкой вокруг отверстия. Тело улитки серовато-коричневого цвета с более темными полосами по всей длине.

## Распространение и среда обитания
H. albescens — наземная улитка, обитающая в некоторых частях Европы, включая Францию, Испанию, Португалию и Италию. Чаще всего встречается в лесных массивах, хотя её также можно найти в садах и других местах с растительностью. Часто встречается на возвышенностях, даже на высоте до 2000 метров над уровнем моря.

## Образ жизни и питание
Как и большинство наземных улиток, H. albescens — травоядное животное, питающееся в основном листьями и другим растительным материалом. Наиболее активна ночью, когда выходит из укрытия, чтобы поесть. Днем она обычно прячется во влажном защищенном месте, чтобы избежать высыхания.

## Размножение
H. albescens является гермафродитом, у неё есть как мужские, так и женские репродуктивные органы. Кладки обычно содержат 10-25 яиц, которые откладываются примерно на 6 см во влажную почву и вылупляются через 10-15 дней.

## Охранный статус
Helix albescens в настоящее время считается видом, вызывающим наименьшее беспокойство. Однако, как и многим наземным улиткам, им вредит разрушение и загрязнение среды обитания, что может повлиять на их способность размножаться или конкурировать с другими организмами, действующими в аналогичной экологической нише.